# Jamaica ved vinter-OL 2022
Jamaicas deltagelse ved vinter-OL 2022 i Beijing, Kina i perioden 4. – 20. februar 2022.

## Deltagere
Følgende er listen over disciplinerne, som repræsenterede deltagere optræder i.
| Sport         | Mænd | Kvinder | Total |
| ------------- | ---- | ------- | ----- |
| Alpint skiløb | 1    | 0       | 1     |
| Bobslæde      | 4    | 1       | 5     |
| Total         | 5    | 2       | 6     |

## Medaljer
| 2022 Beijing | Guld | Sølv | Bronze | Total |
| Jamaica      | -    | -    | -      | -     |

### Medaljevindere
| Jamaica under vinter-OL 2022 i Beijing | Jamaica under vinter-OL 2022 i Beijing | Jamaica under vinter-OL 2022 i Beijing | Jamaica under vinter-OL 2022 i Beijing | Jamaica under vinter-OL 2022 i Beijing |
| Medalje                                | Navn                                   | Sport                                  | Event                                  | Dato                                   |
| -------------------------------------- | -------------------------------------- | -------------------------------------- | -------------------------------------- | -------------------------------------- |
| Guld                                   | -                                      | -                                      | -                                      | -                                      |
| Sølv                                   | -                                      | -                                      | -                                      | -                                      |
| Bronze                                 | -                                      | -                                      | -                                      | -                                      |